# Entre Rios do Oeste

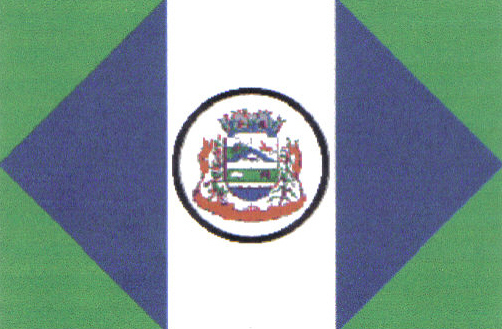
Drapeau de Entre Rios do Oeste

Entre Rios do Oeste est une municipalité brésilienne située dans l'État du Paraná.